# Mus fragilicauda
Mus fragilicauda är en gnagare i släktet möss som förekommer i Sydostasien. Den listas av IUCN som livskraftig (LC).
Arten blir 66 till 88 mm lång (huvud och bål), har en 55 till 67 mm lång svans, 14 till 16 mm långa bakfötter och en vikt av 9 till 15 g. Pälsen på ovansidan bildas av ljusbruna och mörkbruna hår och undersidan är täckt av ljusare gråbrun päls. Dessutom är svansen uppdelad i en mörkbrun ovansida och en ljusare undersida med rosa skugga. Huden på svansen sitter ganska lös vad som återspeglas i djurets vetenskapliga namn. Mus fragilicauda har vita fötter. Allmänt påminner arten om Mus cervicolor och populationer som tidigare räknades till Mus cervicolor kan tillhöra denna art. Båda arter skiljer sig i sina genetiska egenskaper.
Denna mus hittades på olika platser i Thailand och Laos men den kan ha en mera sammanhängande utbredning. Den hittades bland annat i gräset och bland bambu vid vägkanter samt i diken bredvid risfält. Arten delar sitt revir med Mus cervicolor och Mus caroli. Individerna är nattaktiva.